# Gerónimo Rauch
Gerónimo Rauch (Buenos  Aires, 11 de febrero de 1978) es un cantante y actor argentino. Formó parte del grupo musical Mambrú. Protagonista de El médico, el musical en el Teatro Nuevo Apolo de Madrid. En Argentina se conoció como uno de los ganadores del reality show Popstars. En 2007 se dio a conocer en España al protagonizar el musical Jesucristo Superstar. En 2010 interpretó a Jean Valjean en la nueva versión de Los miserables puesta en escena en la Gran Vía madrileña. Y entre 2012 y 2015, tras ser fichado por Cameron Mackintosh, protagonizó en el West End de Londres los musicales Los miserables (en el rode Jean Valjean) y El fantasma de la ópera (en el rol del Fantasma). 
En 2016 se une al Grupo Sony Music para los que graba Here, There and Everywhere (homenaje a The Beatles). Este disco, su primera incursión como solista, se presenta en vivo en el Teatro Maipo de Buenos Aires y en el Teatro de la Zarzuela de Madrid. 
En 2017 Rauch estrena con localidades agotadas su concierto Songbook en el Teatro Colón y en el estadio Luna Park de Buenos Aires.
En 2018 publica su segundo disco en solitario con Sony Music: Porque yo te amo, producido por Humberto Gatica.
En 2024 editó su nuevo álbum, Chapter One, producido por José Domenech bajo el sello Rose Records, propiedad de Cristian Larrosa.
Gerónimo Rauch es hermano de la actriz Victoria Rauch y del actor de teatro musical Marcos Rauch.

## Trayectoria profesional
En el año 2000 empezó su andadura en el terreno de los musicales con Los miserables en Argentina.
El Teatro Ópera de Buenos Aires fue el primer teatro latinoamericano donde se vio este musical y fue allí donde Gerónimo interpretó a Feuilly como cover a Marius y Enjolras en los ocho meses que se mantuvo la producción en cartel.
En 2001 pisó las tablas del Teatro Astral (Buenos Aires) con el musical Grease, donde interpretó a Doody, su primer papel cómico.
Entre tanto, Gerónimo formó parte del grupo Voxpop. sexteto que cantaba canciones de Queen a capela.
En 2002 se presentó al casting de Popstars (un programa similar a Operación triunfo en Argentina, programa posterior a Popstars donde su primera emisión fue en 2001) cuyo objetivo final era crear un grupo musical con cinco integrantes. Fue uno de los ganadores junto con cuatro más de sus compañeros (Emanuel Ntaka, Milton Amadeo, Germán Tripel y Pablo Silberberg) que pasaron a formar parte del grupo Mambrú
Con el primer álbum de la banda llegaron a ser triple platino (vendieron más de 120.000 unidades). A mediados de 2005 Mambrú anunció su separación. Tras la disolución del grupo es cuando Rauch emprendió su carrera en solitario, llegando a ser el intérprete de una canción en Telefé (TV Argentina) para el mundial de fútbol de 2006, titulada «Dale Argentina» También apareció, cantando como solista, en el programa de TV Música para soñar interpretando una versión de la canción de Sting «Roxanne». Pero Gerónimo nunca se apartó del teatro musical y en 2007 reapareció con Jesús Christ Superstar en el Teatro Bristol (Argentina) interpretando el papel de Jesús. Según dijo el propio Rauch «fue una producción semiprofesional con un presupuesto pequeñito, pero artísticamente con muy buen contenido de elenco y músicos».[cita requerida] La productora grabó un vídeo y lo subió a Internet.
Mientras tanto, en Madrid, Stage Entertainment estaba buscando un sustituto que encarnara el papel de Jesucristo en el musical Jesucristo Superstar que ya estaba en cartel en el Teatro Lope de Vega en Madrid y como dijo Gerónimo «me encontraron en Youtube».[cita requerida] Llamado a una audición en España le dieron el papel. En 2008 y como parte de la promoción del musical, apareció cantando Getsemaní en Operación Triunfo.
Con Jesucristo Superstar también hizo una gira por todo el territorio español y fue nominado como mejor actor a los Premios del Teatro musical (antiguamente conocidos como Premios Gran Vía). La producción puso punto final en el Teatro Cuyás de Las Palmas de Gran Canaria el 20 de junio de 2009.
A finales de 2009 estrenó en el Teatro Coliseum (en la Gran Vía madrileña) el musical Chicago en el papel de Mary Sunshine. Por su papel fue nominado por segunda vez a los Premios del Teatro musical esta vez como mejor actor de reparto.
Gerónimo interpretó a Jean Valjean (personaje principal) en la nueva adaptación de Los miserables' que se estrenó el 18 de noviembre en el Teatro Lope de Vega de Madrid. La noticia se dio a conocer el 22 de septiembre de 2010 en una rueda de prensa que tuvo lugar en el Círculo de Bellas Artes de Madrid.
También participó en el concierto del 25 aniversario de Los miserables, que se celebró el 3 de octubre del 2010, en el estadio The O2 de Londres.
En el homenaje a Plácido Domingo que se celebró el 14 de enero del 2011, en la Sala The Market (Madrid), Gerónimo cantó a dúo junto con Daniel Diges un tema del musical de Los miserables, "Sálvalo"
El 25 de abril de 2011, estrenó el espectáculo Póker de Voces, que interpretó y produjo junto a David Ordinas, Daniel Diges, Ignasi Vidal y Zenón Recalde (como director artístico y guionista). Actuó en tres de sus representaciones, con el cartel de "entradas agotadas" y el 18 de julio de 2011, en el teatro Lope de Vega de Madrid, dijo adiós a la agrupación, según sus propias declaraciones: "Para estudiar lírico, [...] Repertorio de ópera, técnica vocal, italiano, francés, [...] Simplemente lo mío es que con Miserables y con Póker de Voces no he podido estudiar todo este tiempo, y ahora que voy a seguir en Los Miserables en Barcelona, se me hace complicadísimo seguir en Póker de Voces y seguir estudiando. Es una cuestión de preferir estudiar, formarme, para desafíos futuros" Antes de dejar el espectáculo, Rauch, actuó con Póker de voces, el 3 de julio de 2011, en la Plaza del Rey de Madrid. Con motivo de la celebración del orgullo gay.
El 24 de julio Los miserables bajó el telón en Madrid. Volvió a estrenar, el de 30 septiembre, esta vez en Barcelona. La mencionada producción española de Los miserables bajó el telón definitivamente el 18 de marzo del 2012. Posteriormente, Gerónimo hizo su debut en el mundo de la lírica el 29 de diciembre de 2011, en el Auditorio Nacional de Música de Madrid. Acompañado por la Orquesta Sinfónica de Chamartín, el maestro César Belda, las sopranos Ana María Hidalgo, Cecilia Rodríguez Morán, Mónica Campaña, el tenor Francesco Pio Galasso y el barítono Axier Sánchez.
El 18 de junio de 2012 Gerónimo Rauch debutó en el West End Londinense, interpretando a Jean Valjean en Los miserables. El sábado 23 de junio, apenas 5 días después de su estreno en Londres, cantó en directo frente a más de 7000 personas en Trafalgar Square con motivo del West End Live. Interpretó, en solitario, «Bring him home» y «One more day», en compañía del elenco inglés.
Entre 2012 y 2015 interpretó los papeles protagonistas de los dos musicales más exitosos del West End lodinense: Jean Valjean en Los Miserables en el Queen's Theatre y El Fantasma, en El fantasma de la ópera en el Her Majesty's Theatre.
En 2016 se une al Grupo Sony Music con quien graba Here, there and everywhere (disco homenaje a The Beatles) su primera incursión como solista que se edita en México, España y Argentina y que presenta en vivo en el teatro Maipo de Buenos Aires. En 2017 estrena con localidades agotadas su concierto Songbook en el teatro Colón y en el estadio Luna Park y participa en el Concierto de Navidad con composiciones de Andrew Lloyd Weber en L´Auditori de Barcelona.
A final de 2017, estrena en el Auditorio de Tenerife de Islas Canarias la primera versión en español del musical Sunset Boulevard junto a Paloma San Basilio y dirigida por Jaime Azpilicueta.
En 2018 Gerónimo viaja a Los Ángeles, California, para grabar Porque yo te amo, su segundo álbum como solista en el que cuenta con la producción musical de Humberto Gatica y los arreglos de Carlos Rodgarman  y en el que versionó grandes éxitos de otros famosos cantantes como Raphael, Tiziano Ferro, Nino Bravo, Eros Ramazzotti, Sandro y Alejandro Sanz.
En 2019 participa en el programa de Gestmusic La mejor canción jamás cantada en donde gana la gala dedicada a los años sesenta interpretando la versión de «Yo soy aquel», incluida en su segundo disco en solitario. Ese mismo año se une al elenco de El médico, el musical para interpretar a Rob J. Cole, el protagonista de esta versión escénica musical de la novela de Noah Gordon. Fue foco de las críticas por su sobrepeso durante dicho musical. En 2020 ha participado en La Llamada el musical interpretando el papel De Dios.
En julio de 2023, Rauch deleitó a su audiencia argentina con su espectáculo This is Me en el Teatro Avenida, donde, acompañado por una banda de 12 músicos e invitados sorpresa, ofreció un recorrido musical por su vasto repertorio, incluyendo tanto temas clásicos que ha interpretado a lo largo de su carrera como nuevas canciones. Este show íntimo no solo sirvió como una retrospectiva de sus 23 años de carrera sino también como una celebración de su conexión con el público argentino, una relación que él mismo describe como vital para su ser.
A nivel internacional, Rauch ha tenido un año lleno de proyectos ambiciosos. Destaca su rol en la nueva producción de El Fantasma de la Ópera en Madrid, donde ha sido elegido nuevamente para interpretar el icónico personaje, esta vez en una versión que ha traído grandes innovaciones en su puesta en escena. El artista liderará la segunda temporada en el Albéniz justo después de su paso por el Teatro Arriaga de Bilbao con el icónico musical. Rauch ha expresado su entusiasmo por esta oportunidad única de recrear el papel a su manera, destacando la libertad creativa que le ha sido otorgada en esta producción que se estrenó en octubre. 
La segunda mitad del año, el artista encara el 2024 con un claro propósito: su álbum Chapte One. Este proyecto representa un hito significativo en su trayectoria musical, marcando "el comienzo de la segunda mitad de mi vida", según palabras del propio Rauch. "Es un empezar de nuevo con el disco que siempre quise grabar", agregó.
El disco está grabado en Uno Music Studio en Sevilla durante abril de este año. Chapter One es una colección de 9 canciones compuestas por el renombrado autor Frank Wildhorn (Jekyll and Hyde, Conde de montecristo, Civil War, Death Note, Lancelot y muchos títulos más), quien personalmente cedió su repertorio a Rauch para este proyecto. Estas 9 canciones han sido grabadas tanto en Inglés como en Español por lo que contaremos en realidad con dos álbumes.
La producción y los arreglos están a cargo de José Domenech y será lanzado bajo el sello Rose Records, propiedad del empresario Cristian Larrosa.
El álbum cuenta también con la colaboración de dos figuras destacadas de la música: Pasión Vega (España) y Sofia Escobar (Portugal) , quienes se unen a Gerónimo Rauch en uno de los singles más especiales del álbum. Este detalle añade un toque único a un proyecto que promete ser una obra maestra en la discografía de Rauch.
Su camino es un ejemplo inspirador para muchos, marcado por la evolución constante y un compromiso inquebrantable con su arte.

## Formación
Parte de su formación vocal ha corrido a cargo de maestros de la talla de Edelmiro Arnaltes, Suso Matiategui, Martín Durañona, Rodolfo Valss y Cristian Bruno.
Sus maestros en las artes escénicas han sido Joy Morris (Escuela de actores), Adriana Perewozki, Escuela de Luis Romero, Cinema Room.

## Discografía
Bajo el sello Sony Music ha publicados dos discos en solitario: Here, There and Everywhere (2016) y Porque yo te amo (2018).
Con Mambrú editó tres discos, Mambrú (2002) Creciendo (2003) y Tres (2004) con la discográfica RGB / Sony & BMG.
Gerónimo también ha participado en los discos de Los miserables, Grease, el musical y Verano del 98 Vol II y III (telenovela argentina).

### Álbumes de estudio
Con Mambrú
- 2002 - Mambrú
- 2003 - Creciendo
- 2004 - Tres

Solista
- 2016 - Here, There and Everywhere
- 2018 - Porque yo te amo
- 2024 - Chapter One

## Premios y reconocimientos
- Premio Carlos Gardel como Mejor grupo pop y artista revelación.
- Premio Martín Fierro por Popstars al mejor programa musical.
- Premio Inte como Mejor grupo pop.
- Nominación como Mejor actor en los Premios del Teatro Musical[10] en su edición de 2009.
- Nominación como Mejor actor de reparto en los Premios del Teatro Musical[48] en 2010.
- Premio del Teatro musical como Mejor actor protagonista[49][50][51] por su papel de Jean Valjean en Los miserables.
- Premio BroadwayWorld Spain como Mejor actor protagonista.[52][53]
- Premio BroadwayWorld Spain 2019 como Mejor actor principal por El médico, el musical.[54]
- Premio BroadwayWorld Spain 2019 como Mejor evento yeatral por el concierto de presentación del disco Porque yo te amo en los Teatros del Canal de Madrid.[54]
- Premio Gardel 2019 como Mejor álbum de artista romántico por Porque yo te amo (Sony Music).[55]

## Apariciones televisivas
Gerónimo Rauch ha participado en programas musicales en España y Argentina. También ha hecho varios cameos en comedias y programas de la televisión argentina. Algunas de sus intervenciones televisivas son:
| Año  | Nombre del programa                                | Cadena         |
| ---- | -------------------------------------------------- | -------------- |
| 2020 | Tu cara me suena                                   | Antena 3       |
| 2019 | La mejor canción jamás cantada                     | La 1           |
| 2010 | Phineas y Ferb Especial Navidad (versión española) | Disney Channel |
| 2004 | Floricienta                                        | eltrece        |
| 2004 | Ricos y mocosos en No hay dos sin tres             | Canal 9        |
| 2004 | Los pensionados                                    | eltrece        |
| 2002 | Franco Buenaventura, el profe                      | Telefe         |
| 1999 | Gasoleros                                          | eltrece        |
| 1999 | Trillizos (dijo la partera)                        | Telefe         |